# Zemisia discolor
Zemisia es un género monotípico de plantas herbáceas perteneciente a la familia de las asteráceas. Su única especie: Zemisia discolor, es originaria de las Antillas, donde se encuentra en Cuba y Jamaica.

## Taxonomía
Zemisia discolor fue descrita por (Sw.) B.Nord. y publicado en Compositae Newsletter 44: 72. 2006.
Sinonimia
- Cacalia discolor Griseb.
- Cineraria discolor Sw.	basónimo
- Pentacalia discolor (Sw.) H.Rob.
- Senecio discolor (Sw.) Boj. ex DC.
- Senecio discolor Desf.[3]